# Chronologie des faits économiques et sociaux dans les années 1780
Chronologie de l'économie
Années 1770 - Années 1780 - Années 1790

## Événements
- 1780 : le commerce entre la Chine et l’Occident représente environ 40 navires par an. Ce commerce est déficitaire pour les Européens qui soldent le déficit en or et en argent. Les négociants britanniques, qui achètent du thé et payent en métal-argent introduisent l’opium en Chine pour rétablir leur balance commerciale[1].
- 1780-1798 : crise politique, économique et monétaire en Égypte. La cherté du blé qui atteint son pic en 1784 entraîne disettes, famines et épidémies. Après une brève accalmie les violences intérieures redoublement en 1789 et menacent le ravitaillement en blé du Caire[2].
- 1781-1800 : la production annuelle moyenne d’or du Brésil est de 5 450 kg, en déclin[3].
- 1782-1787 : grande famine de l'Ère Tenmei au Japon[4].

- 1783 : dans Les Mémoires sur l'Égypte, publiés par G. Wiet en 1791, Jean-Baptiste Trécourt donne une évaluation des principaux courants commerciaux vers 1783. À la fin du siècle, le commerce extérieur de l’Égypte est réparti à 45,8 % avec l’Empire ottoman Syrie comprise, 35,7 % avec Djeddah (Arabie), 14,6 % avec l’Europe, 3,9 % avec l’Afrique du Nord[5].
- 1787 : début de l’immigration chinoise en Malaisie ; ils passent de 5 000 en 1826 à 50 000 en 1850[6].
- 1788-1789 : Saint-Domingue produit 86 000 tonnes de sucre par an[7]. Elle compte 525 000 habitants dont 465 000 esclaves[8].

### Europe
- 1780-1783 : crise financière aux Pays-Bas[9]. Vers 1780, Londres devient la ville la plus dynamique du monde, « le pôle de l'économie monde » (Braudel) jusque vers 1929, remplaçant Amsterdam[10].
- 1780 : 
  - le pasteur Sámuel Tessedik fonde la première école pratique d’agronomie ouverte aux roturiers à Szarvas (Transdanubie)[11].
  - augmentation des recettes fiscales en Pologne (20 millions de złotys par an)[12].

- Vers 1780 : il y a 30 loges maçonniques comptant de 800 à 900 adhérents en Hongrie[13].
- 1780-1800 : Epoca aurea au Portugal ; rentrées régulières d’or du Brésil, prélevé au « quinto » au profit de la couronne[14]. La balance de commerce avec la Grande-Bretagne devient exceptionnellement favorable aux portugais grâce au coton, à la suite de la Guerre d'indépendance des États-Unis.
- 1781 :
  - Joseph II d'Autriche fait d'importantes réformes introduisant la tolérance religieuse et abolissant le servage[15].
  - Joseph II crée la « Société Impériale pour le Commerce Asiatique de Trieste et d’Anvers » (28 août 1781)[16].
  - loi fondamentale sur le remembrement au Danemark, qui permet de créer des exploitations capables d’employer avec profit les innovations techniques agricoles. La plus grande partie du territoire est remembrée entre 1792 et 1807. Une politique de prêts et de subventions aux paysans favorise ce développement[17],[18].
- 1782 : l’exportation du blé hongrois vers Vienne et l’Allemagne est multipliée par cinq depuis 1748, atteignant 100 000 tonnes[19].
- 1783 :
  - extension de la propriété aristocratique en Italie ; dans l’Agro Romano, 113 familles possèdent 61 % du sol et 64 ordres religieux 37 %[20].
  - le privilège de ban de moulin est supprimée dans les états Habsbourgeois[21].

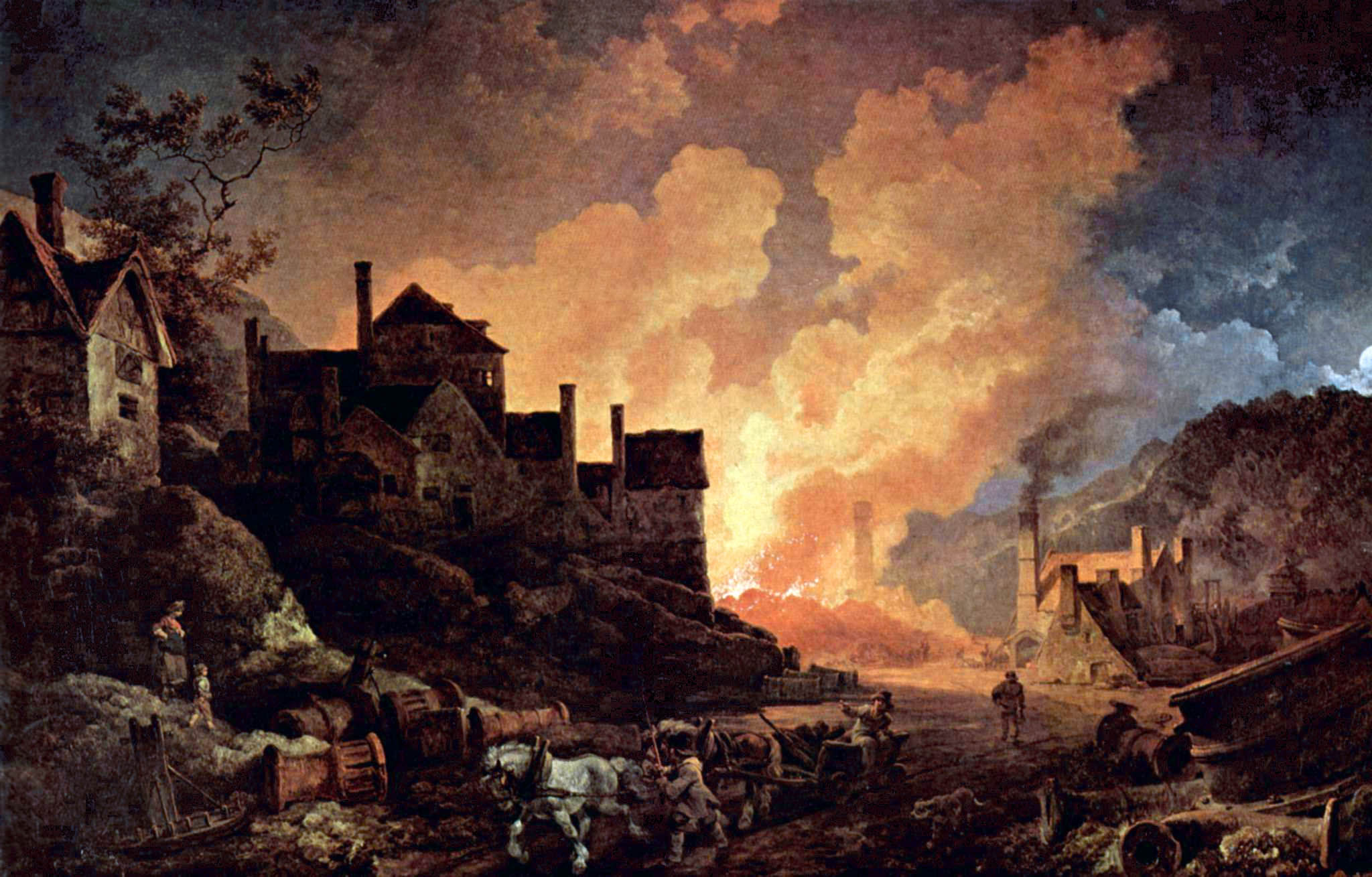
Coalbrookdale de nuit de Philippe-Jacques de Loutherbourg, 1801.

- 1784 : l’ensemble industriel de Coalbrookdale en Grande-Bretagne produit plus de 13 millions de tonnes de fonte[22].
- 1784-1788 : le commerce extérieur de la Grande-Bretagne a été multiplié par 2,4 depuis 1715-1720 passant de 13 à 31 millions de livres par an[23].
- 1785 - 1800 : le commerce britannique double, passant en valeur de 35 à 70 millions de livres sterling[24].
- 1787 : nouveau cadastre en Autriche, complétant celui de 1751[25].

- 1787-1788-1789 : mauvaises récoltes aux Pays-Bas. La hausse des produits agricoles éponge l’épargne en la dirigeant vers l’achat de produits alimentaires et en restreignant l’achat de produits manufacturés. Les entreprises industrielles ferment leurs portes et mettent leurs ouvriers au chômage, alors que les prix montent[26].
- 1788 : 
  - les monopoles de vente du seigneur sont abolis dans les états Habsbourgeois[21].
  - rétablissement de la balance des échanges en Espagne. Pour la première fois, plus de marchandises espagnoles sont exportées vers les colonies espagnoles que de marchandises étrangères[27].
  - la production annuelle de fer en Grande-Bretagne est de 60 000 tonnes (250 000 tonnes en 1806)[28].
  - le Portugal compte 460 fabriques, dont 283 crées depuis 1777[29].
  - liberté du commerce des grains et du bétail au Danemark (11 juin 1788)[30].
  - fondation de la brasserie Cardinal à Fribourg, en Suisse[31].
- 1789 : 
  - La France à la veille de la révolution est au premier rang du commerce européen en valeur avec 45 millions de livres sterling. (35 millions pour la Grande-Bretagne et 13 millions pour les Provinces-Unies)[32].
  - 70 000 tonnes de café entrent en Europe, importées pour moitié par la France (le reste par les Britanniques, les Hollandais et les Espagnols), qui importe également 100 000 tonnes de sucre sur 250 000 en Europe[33].

- Grande-Bretagne : le PNB augmente de 1,8 % par an à partir de 1780. La production de coton augmente de 12,8 % par an en 1780-1790[34]. Le budget de l’État est de 16 % du produit national brut en 1783.

#### Russie
- 1780 : 
  - suppression de la tutelle de l’État russe sur l’industrie imposée par Pierre le Grand[35].
  - Les serfs de la couronne constituent plus de la moitié des colons sibériens et forment une partie de la main-d’œuvre des usines de l’Oural[36].
  - École de commerce[35].
- 1782 : tarif protectionniste ; la Russie devient le premier producteur de fer, de fonte et de cuivre au monde. Le nombre de manufactures est multiplié par 4 (plus de 3000). Augmentation de la production agricole. La Russie exporte du blé pour la première fois[35].
- 1785 : Catherine II de Russie renforce le pouvoir des villes et de la noblesse par la publication de deux chartes[37]. Il y a alors 9 % de nobles , 3 % de bourgeois, 50 % de serfs en Russie[38]. Les effectifs de l’armée russe sont de 500 000 hommes dont 230 000 de troupes régulières[35].
- 1787 : diffusion de la franc-maçonnerie : 145 loges en Russie, 75 dans la Pologne annexée[35].

#### France
- 1780 : le trafic bordelais, parti de 12 millions de livres en 1712, atteint 250 millions de livres, soit environ le quart du commerce français[39].
- 1780-1781 : très bonnes récoltes céréalières. Baisse des prix du blé[40].
- 1781 :
  - la flotte française, seconde au monde, dispose de 80 vaisseaux de ligne[41].
  - l'économiste français Achille-Nicolas Isnard publie anonymement son Traité des richesses, en deux volumes chez l'éditeur londonien François Grasset[42].
- 1782, 1783, 1784, 1786, 1787, 1788, 1789 : étés frais. Série de vendanges médiocres et tardives[43].
- 1782-1785 : reprise industrielle[44]. Ignace Wendel fonde les forges du Creusot avec l’aide technique de William Wilkinson[45]. Il crée une usine réunissant une cokerie, des hauts-fourneaux, des marteaux-pilons mus par la vapeur. En 1785, Dietrich possède six usines sidérurgique modernes en Alsace avec hauts-fourneaux, forges et laminoirs.
- 1783 : les dépenses occasionnées par l’engagement contre la Grande-Bretagne dans la guerre d’indépendance américaine aggravent la crise économique (la guerre a coûté 1,194 milliard de livres au Trésor depuis 1777, financée largement par le crédit)[46].
- Décembre 1783- février 1784 : hiver long et rigoureux[47].
- 1784-1788 : le commerce extérieur a été multiplié par trois depuis 1715-1720 pour rattraper celui de la Grande-Bretagne[23].
- 1785 : Cléry de Bécourt fonde à Boulogne-sur-Mer le premier établissement français de bains de mer[48].
- 1785 - 1786 : début de dépression économique et financière. Fenaison déficitaire, épizootie de peste bovine, cherté des laines et de la soie[44].

- 1786 et 1787 : années fraîches. Vendanges tardives et médiocres. Hausse des prix du vin[43].
- 1786 : les intérêts des dettes accumulées absorbent plus de 50 % du budget. Les recettes de l’État atteignent 475 millions de livres, contre 587 millions de dépenses, soit un déficit de 112 millions[49].
- 1786-1790 : 36,9 % d’alphabétisation. 47,9 % de hommes et 26,8 % des femmes sont alphabétisées[50].
- 1787 :
  - réformes fiscales menées par Loménie de Brienne ; réorganisation du Conseil des finances, liberté du commerce des grains, remplacement de la corvée par un impôt en argent, impôt du timbre[51].
  - le commerce américain représente 259 millions de livres tournois, dont 108 pour Bordeaux, 48 pour Marseille, 47 pour Le Havre, 41 pour Nantes[7].
- 1788 : crise agricole à la suite d'une mauvaise récolte due à des accidents météorologiques[44].
- Décembre 1788- janvier 1789 : hiver très froid[47]

Le prix constaté du blé évolue en très forte hausse au cours de la décennie en France, un peu moins si l'on prend en compte l'évolution parallèle du salaire horaire, selon l'économiste Jean Fourastié, qui a démontré l'importance de l'Histoire de la culture des céréales sur celle de l'économie, également pour cette décennie de multiples pénuries en céréales:
| Années                                     | 1780 | 1781 | 1782 | 1783 | 1784 | 1785 | 1786 | 1787 | 1788 | 1789 |
| Prix observé du quintal de blé (en livres) | 16,7 | 17,9 | 20,3 | 20   | 20,4 | 19,7 | 18,7 | 18,8 | 21,4 | 29   |
| Prix réel (ajusté du salaire horaire)      | 176  | 188  | 214  | 211  | 215  | 197  | 187  | 188  | 214  | 276  |

### Marine et forces militaires
- 1781 : la flotte de guerre française dispose de 81 navires de ligne[53].
- 1783 : la flotte de guerre britannique dispose de 174 vaisseaux de ligne et de 294 navires d’appoint[53].
- 1786 : 
  - la flotte de guerre espagnole aligne 60 navires de ligne[54].
  - la flotte de guerre française aligne 76 navires de ligne[54].
  - la flotte de guerre britannique aligne 120 navires de ligne[54].
  - la flotte de guerre hollandaise aligne 50 navires de ligne[54].
  - les flottes de guerre danoises et suédoises alignent chacune 30 navires de ligne en Baltique[54].
  - la flotte de guerre russe aligne 60 navires de ligne en Baltique et en Méditerranée[54].
  - les flottes de Naples, Venise, Gênes, Raguse et Malte occupent le théâtre des opérations en Méditerranée[54].
- 1787 : la Prusse dispose d'une armée de 182 600 hommes[55].
- 1789 : 
  - l’Espagne dispose de 72 navires de ligne[53].
  - l’armée polonaise compte 18 000 hommes, dont 8 000 cavaliers. Elle est fondée, comme en France, sur l’enrôlement volontaire et la vénalité des grades[56].

### Démographie

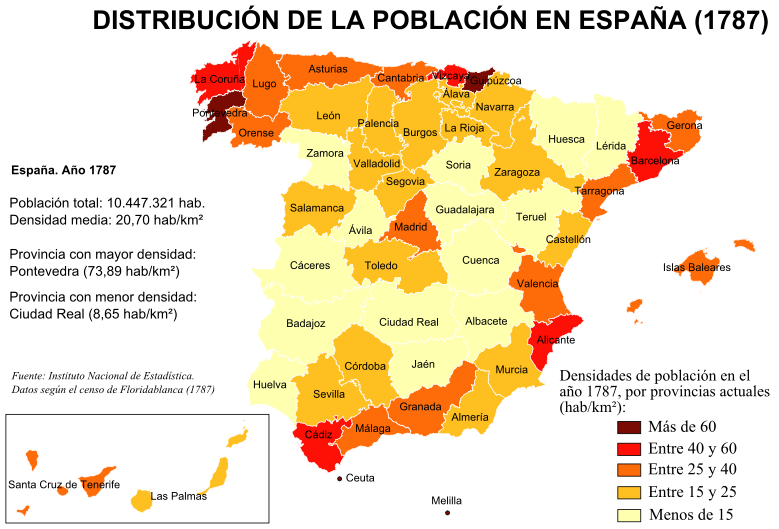
Densités de population en Espagne

- 1779-1799 : stabilisation de la population française (1779-1787) puis reprise (1787-1799)[57].
- 1784 - 1787 : mise en place du recensement de la population et des maisons et établissement du cadastre dans les États des Habsbourg qui comptent 23,3 millions d’habitants. 9,5 millions d’habitants en Hongrie, dont plus de 5 millions de non-magyars. Le pays compte à la fin du siècle plus de 60 villes libres royales dont une vingtaine de plus de 10 000 habitants, 665 bourgs et 15 000 villages. L’urbanisation se développe. Debrecen à 30 000 habitants, Buda, Pest et Óbuda ensemble 50 000. La majorité de la population roturière libre habite les villes. On compte 600 000 citadins, soit 7 % de la population, mais la bourgeoisie totalement émancipée ne représente que 150 000 personnes.
- 1784 : 113 000 habitants francophones au Bas-Canada[58].
- 1785 : 
  - Vienne compte 213 000 habitants.
  - recensement en Hongrie : sur 11 379 communes, 3 668 sont peuplées de Hongrois, 2 762 de Slovaques, 1 849 de Croates, 1 029 de Roumains, 890 d’Allemands, 702 de ruthènes, 453 d’Illyro-Damates et 18 de Serbes. Beaucoup de communes comportent plusieurs nationalités. La Hongrie compte 75 000 Juifs[59].
- 1787 : recensement de Floridablanca en Espagne qui compte de 10,4 à 11,4 millions d’habitants. La population de la Catalogne est passé de 400 000 habitants en 1717 à 900 000.
- 1789 : 
  - le roi de Prusse règne sur 5,7 millions d’habitants.
  - recensement en Pologne, qui compte 8,8 millions d’habitants, dont 750 000 nobles, 50 000 clercs et 700 000 Juifs. 53 % de la population est catholique, 29 % uniate, 3,5 % orthodoxe, 10 % juive, 1 % protestante. Les paysans constituent plus de 70 % de la population[60].